# Казимир Вінценз
Казимир Фелікс Вінценз (пол. Kazimierz Feliks Vincenz; 24 січня 1901, Коломия — 28 травня 1975, Золотурн) — польський громадський діяч в еміграції у Швейцарії.

## Життєпис
Народився 24 січня 1901 року в Коломиї. Був молодшим братом польського письменника, філософа, перекладача Станіслава. участь у польсько-українській та польсько-більшовицькій війнах (1918-1920). Закінчив навчання за спеціальністю «гірнича інженерія». Після початку Другої світової війни в 1940 році був солдатом польської армії у Франції.
Після війни він залишився у вигнанні у Швейцарії. Він став активістом місцевої Асоціації польських комбатантів. Разом зі своєю дружиною Гальшкою у 1950 році він заснував і провів Польський книжковий ярмарок у SPK у Швейцарії, тим самим пропагуючи польські книги та читання в цій країні. Він використовував доходи KKP для фінансування культурних заходів. Він обіймав посаду секретаря Фонду Анни Годлевської та був членом Комітету з присудження премії Анни Годлевської. Він брав участь у популяризації еміграційної літератури та організації літературних конкурсів.
Він помер 28 травня 1975 року в Золотурні під час підготовки до 25-ї річниці Польської конфедерації польських художників. Посмертно того ж року йому було присуджено Золотий почесний знак Львівського гуртка в Лондоні. Після його смерті його дружина Гальшка керувала Фондом Казимира Ф. Вінценза у Швейцарії. Спадщину Казимира та Гальшки (померла 2006 року) Вінценза було передано до Польського музею в Рапперсвілі.

## Нагороди
- Воєнний хрест (Франція)[7]